# 小行星5489
小行星5489（英語：5489 Oberkochen）是一颗围绕太阳公转的小行星。1993年1月17日，串田嘉男、村松修在八之岳发现了此天体。
这颗小行星的绝对星等为265.63069等。